# Paradoxostoma kerguelensis
Paradoxostoma kerguelensis is een mosselkreeftjessoort uit de familie van de Paradoxostomatidae. De wetenschappelijke naam van de soort is voor het eerst geldig gepubliceerd in 1908 door Müller.